# 保羅 (愛達荷州)
保羅（英語：Paul）是一個位於美國愛達荷州米尼多卡縣的城市。

## 地理
保羅的座標為42°36′23″N 113°47′00″W / 42.60639°N 113.78333°W，而該地的平均海拔高度為1265米（即4150英尺）。

## 人口
根據2010年美國人口普查的數據，保羅的面積為1.67平方千米，當中陸地面積為1.63平方千米，而水域面積為0.04平方千米。當地共有人口1169人，而人口密度為每平方千米700人。